# Богдан, Фёдор Дмитриевич
Фёдор Дмитриевич Богдан — советский хозяйственный, государственный и политический деятель, Герой Социалистического Труда.

## Биография
Родился в 1906 году в станице Уманской. Член КПСС.
С 1923 года — на хозяйственной, общественной и политической работе. В 1923—1966 гг. — тракторист, машинист молотилки, помощник комбайнёра в местном колхозе станицы Уманской, тракторист-комбайнёр Восточной машинно-тракторной станции, участник Великой Отечественной войны, командир отделения роты связи 395-гвардейского стрелкового полка 2-й гвардейской стрелковой дивизии, комбайнёр Ленинградской МТС Краснодарского края, инструктор Ленинградского районного объединения «Сельхозтехника».
Указом Президиума Верховного Совета СССР от 28 мая 1952 года присвоено звание Героя Социалистического Труда с вручением ордена Ленина и золотой медали «Серп и Молот».
Умер в Ленинградской в 1987 году.

## Награды
- Золотая медаль «Серп и Молот» (28.05.1952)
- Орден Ленина (28.05.1952)
- Орден Ленина (30.04.1951)
- Орден Ленина (21.08.1953)
- Орден Отечественной войны 1 степени (11.03.1985)
- Медаль «За боевые заслуги» (25.06.1942)
- Медаль «За трудовую доблесть» (16.04.1949)
- Медаль «За трудовую доблесть» (02.06.1950)
- Медаль «За победу над Германией в Великой Отечественной войне 1941—1945 гг.»
- Медаль «В ознаменование 100-летия со дня рождения Владимира Ильича Ленина»
- Медаль  «Двадцать лет Победы в Великой Отечественной войне 1941—1945 гг.»
- Знак «25 лет победы в Великой Отечественной войне»
- Медаль «Тридцать лет Победы в Великой Отечественной войне 1941—1945 гг.»
- Юбилейная медаль «Сорок лет Победы в Великой Отечественной войне 1941—1945 гг.»
- Медаль «Ветеран труда»
- Юбилейная медаль «50 лет Вооружённых Сил СССР»
- Юбилейная медаль «60 лет Вооружённых Сил СССР»
- Медали ВДНХ